# Saint Clair (jezero u Sjevernoj Americi)
Saint Clair je jezero u Sjevernoj Americi, između američke savezne države Michigan i kanadske pokrajine Ontario. Jezero Saint Clair se nalazi u sustavu Velikih jezera.

## Opis
U jezero Saint Clair ulijeva se rijeka Saint Clair, te dovodi vodu iz jezera Huron, dok se voda iz jezera rijekom Detroit izlijeva dalje u jezero Erie. Osim rijeke Saint Clair ostale pritoke jezera su rijeke: Thames, Sydenham i Clinton.

## Vanjske poveznice
|  | Zajednički poslužitelj ima još gradiva o temi Saint Clair (jezero u Sjevernoj Americi) |